# Blackout in the Red Room
Blackout in the Red Room è il primo album dei Love/Hate, pubblicato nel 1990 per l'etichetta discografica Columbia Records.

## Tracce
1. Blackout in the Red Room
2. Rock Queen
3. Tumbleweed
4. Why Do You Think They Call It Dope?
5. Fuel To Run
6. One More Round
7. She's An Angel
8. Mary Jane
9. Straightjacket
10. Slutsy Tipsy
11. Slave Girl
12. Hell, Ca., Pop. 4

### Tracce bonus (Remaster)
- 13. Tinseltown
- 14. Black out in the Red Room
- 15. Mary Jane
- 16. Fuel to Run
- 17. She's an Angel
- 18. One More Round
- 19. Slave Girl

## Formazione
- Jizzy Pearl - voce
- Jon E. Love - chitarra
- Skid - basso
- Joey Gold - batteria